# Умовна в'язкість
Умовна в'язкість — величина, що побічно характеризує гідравлічний опір течією, яка вимірюється часом витікання заданого обсягу розчину через вертикальну трубку (певного діаметра).

## Загальний опис
Вимірюють в градусах Енглера (по імені німецького хіміка К. О. Енглера), позначають — ° ВУ. Визначається відношенням часу витікання 200 мл випробовуваної рідини при даній температурі зі спеціального віскозиметра до часу витікання 200 мл дистильованої води з того ж приладу при 20 ° С. Умовну в'язкість до 16 ° ВУ переводять в кінематичну по таблиці стандарту, а умовну в'язкість, що перевищує 16 ° ВУ, за формулою:
{\displaystyle \nu =7,4\cdot 10^{-6}E_{t},}
де {\displaystyle \nu } — кінематична в'язкість (в м2/с), а {\displaystyle E_{t}} — умовна в'язкість (в °ВУ) при температурі t.

## Приклади
Умовна в'язкість нафтопродукту — відношення часу витікання з віскозиметра типу ВУ 200 см випробуваного нафтопродукту при температурі випробування до часу витікання 200 см дистильованої води при температурі 20 ° С.